# 华金·索罗拉
华金·索罗拉-巴斯蒂达（1863年2月27日生于巴伦西亚, 1923年8月10日逝世于马德里省的赛迪亚）是西班牙画家。他是一位多产的画家，留下的作品超过两千幅。他成熟时期的作品被人们认为是印象派,后印象派以及光影主义的杰作。 

## 画家生平

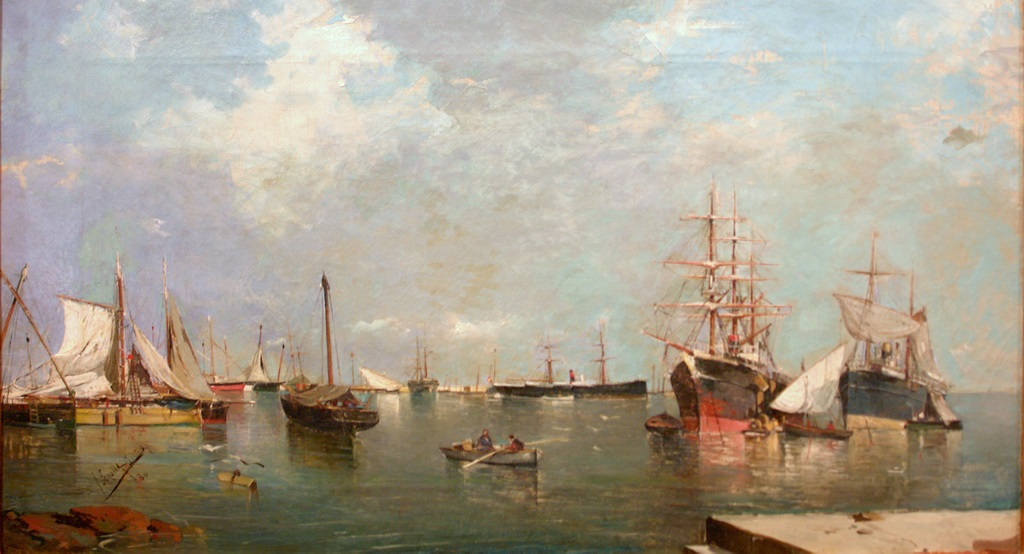
海景（1880），这是索罗拉绘画生涯第一阶段的作品，彼时他还未完成对学院派绘画的学习。

索罗拉还未满两岁时，他的双亲就在一次霍乱流行中不幸去世，他和他的弟弟被姨夫一家收养。多年过去了，他并未继承他姨夫的锁匠手艺，反而发现了自己真正的兴趣是绘画，从此开始了自己的求学之路。 
完成学业后，索罗拉将自己的画作寄出，参加各种省级比赛的评选，以及1881年在马德里举办的国家美术展的评选。结果他的三幅描绘海景的画作并未得到好评，因为那时流行的作画题材主要是历史和戏剧题材。
随后的一年中，索罗拉在普拉多博物馆学习了委拉斯开兹以及其他名家的画作，并于1883年创作了油画 《对耶稣的研习》，后人发现这幅画受到了委拉斯开兹的画作《钉在十字架上的耶稣》的影响。功夫不负有心人，他终于在1883年获得了一块来自巴伦西亚省美术展览会的金牌，并在1884年凭借着作品《蒙特雷昂营区保卫战》获得了国家美术展的二等奖。《蒙特雷昂营保卫战》是一幅情节激烈，色调沉郁的画，恰恰契合了当时画展想要表达的主题，索罗拉曾和自己的同事说：“为了拿到这块儿金牌，只能在这幅画里牺牲一些人了。”
在这之后，索罗拉凭借着一幅描绘半岛战争（西班牙独立战争）的画作，赢得了巴伦西亚省议会提供的前往罗马游学的机会。在罗马，他接触到了古典主义艺术和文艺复兴风格艺术。
1885年的第一个学期开始后，他与同为画家的朋友佩德罗 吉尔前往巴黎，在那里， 他近距离接触到了印象派艺术。这次旅行对他的绘画风格和题材的选择产生了巨大影响，由此创作出的作品《耶稣的葬礼》（《El entierro de Cristo》）获得了预料之中巨大的成功。从此，索罗拉与欧洲的先锋派艺术家们结下了不解之缘，这些人中对他影响最大的有约翰·辛格·萨金特，乔瓦尼·波尔蒂尼，以及安德斯·佐恩。

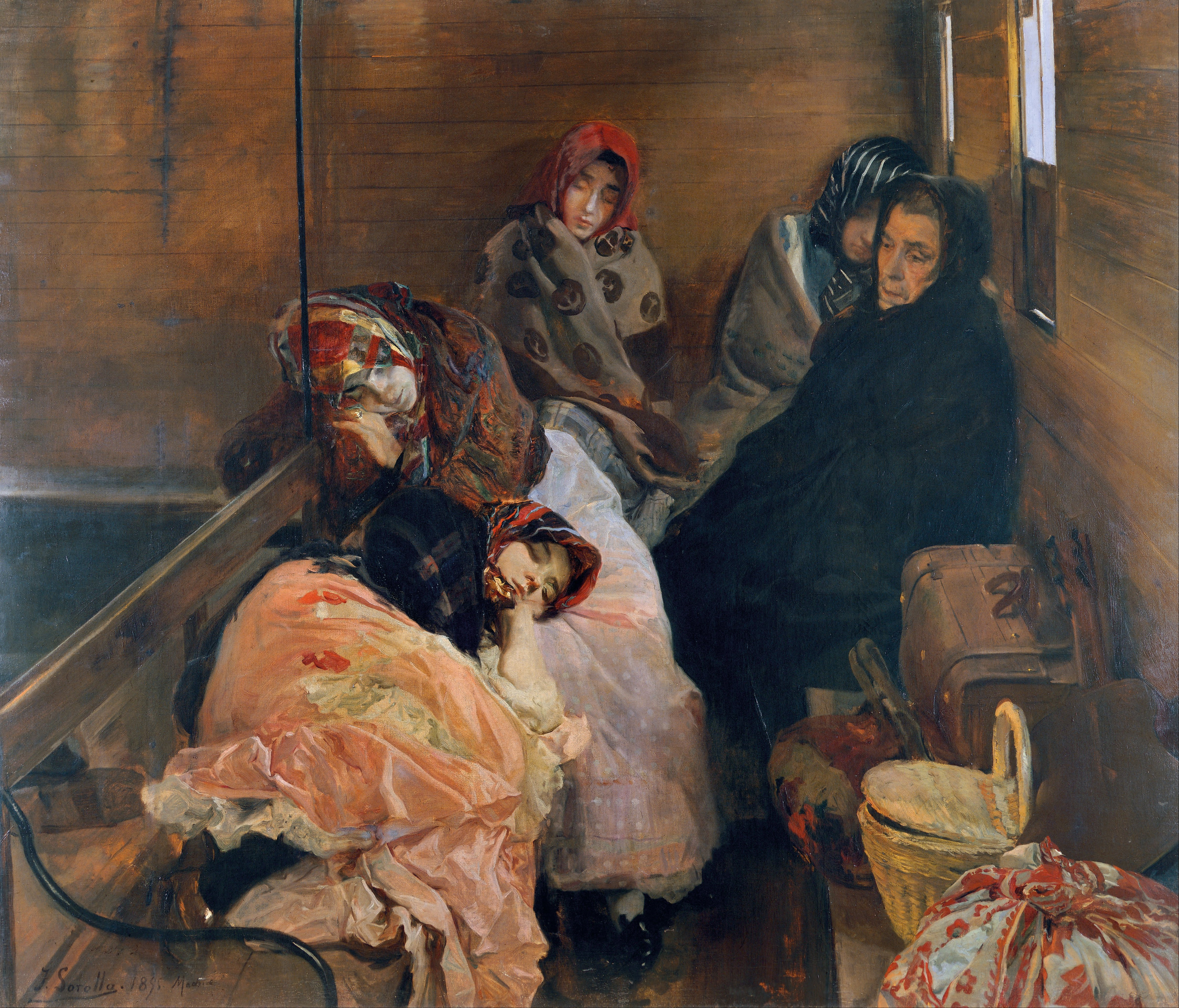
《白奴贸易 》(1894). 在这幅画中，作者采用了当时作画的主流风格，现实主义。同时，这幅画还是一幅风俗画，表达了对社会的批判。

索罗拉于1888年在巴伦西亚同克劳迪尔德 加西亚结婚，随后两人去往意大利的阿西西生活了一年多。这一阶段的索罗拉的创作以风俗画和轶闻题材的画为主。

## 索罗拉在马德里
1889年，画家和他的家人在马德里定居，在不到五年的时间内，索罗拉作为画家的才能得到了广泛的认可。1894年，他重游巴黎，并逐渐发展出了他的个人绘画风格---光影主义（Luminismo），从此之后，光影主义成为他主要的创作风格。他开始在光线充足的室外作画，捕捉日常的生活场景与地中海风光中的光影变化。在这些画作中，画家描绘了地中海景色给他留下的感受，其中《悲伤的遗产》（《Triste herecia》）使他获得了1900年巴黎国际艺术大赛的大奖。除此之外，他所画的批判社会题材的画作也大获成功，例如《人们依然认为鱼是昂贵的》 （《Y aún dicen que el pescado es caro 》）。

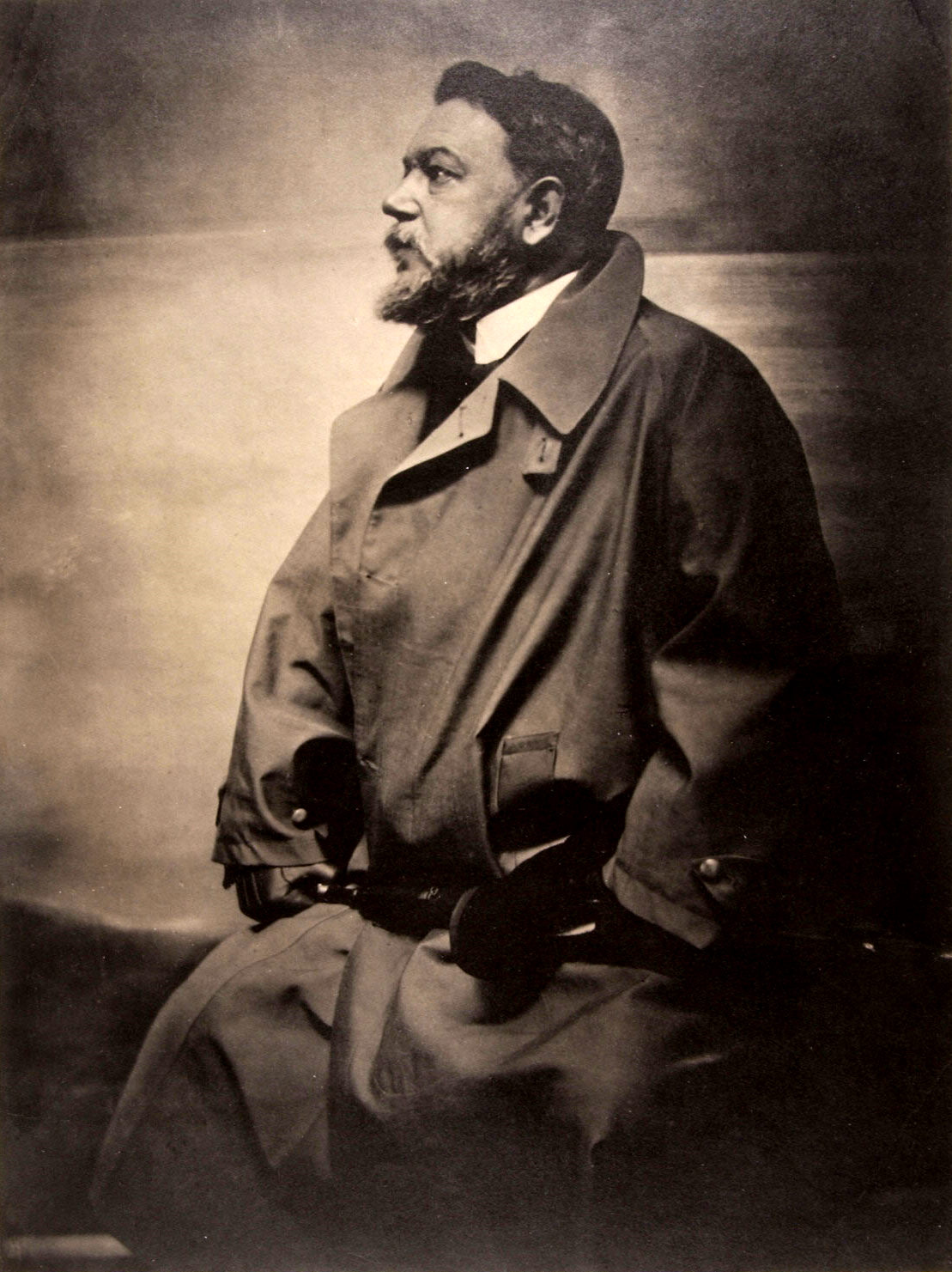
华金 索罗拉 1908年照

1900年的8月，画家的朋友，雕塑家卡乌萨拉斯请求索罗拉做他的模特。他希望能用陶土和石膏为索罗拉制作一座风格自然的雕像，以参加1901将要举办的马德里美术展。于是从一月开始，索罗拉在朋友的工作室里呆了二十多天，卡乌撒拉斯不但完成了雕塑，还为索罗拉制作了一个头部陶像和一个右手的石膏铸件。 雕像在五月份展出之后获得了评审团的好评。这个雕像几经展出，最终在1930年被巴伦西亚的皇家花园收藏。
此时，索罗拉已被巴伦西亚政府授予了多项荣誉称号，甚至以他的名字命名了一条街道。结束了在欧洲的旅行后，画家在巴黎举行了画展。这次画展使他的画作在整个欧洲甚至是美洲范围内都有了知名度。

### 一个新的项目：索罗拉之家

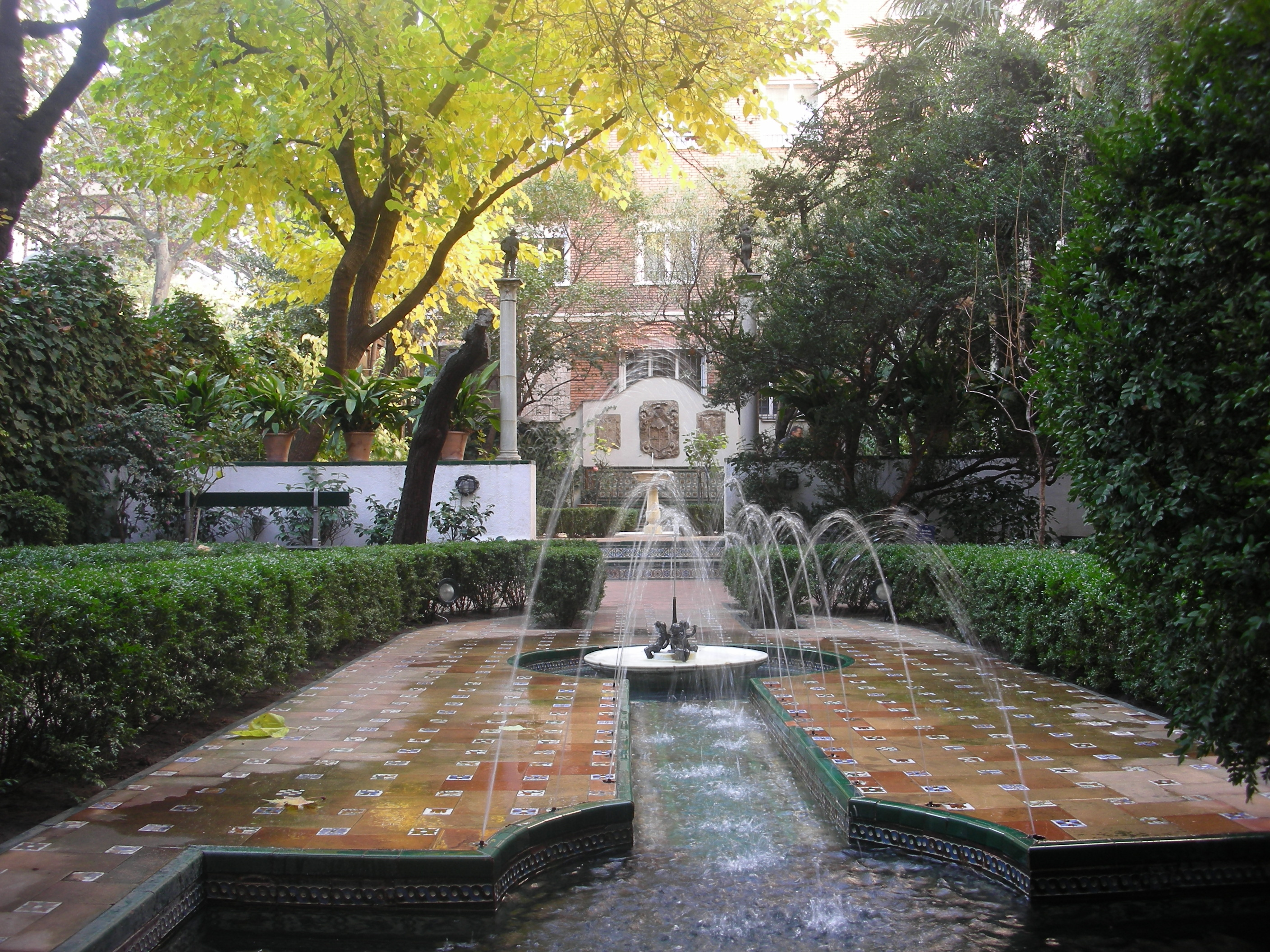
位于马德里的索罗拉博物馆花园。

1905年，画家在马德里的方尖碑小道购置了一块土地。不久之后，他又买了邻近的另一块地，由此他能够扩大自己的花园。
1905年后，索罗拉的画作开始带给他丰厚的回报。这其中很大的一部分原因是他1909年在纽约举办的画展取得了前无古人的成功。现在，仍有许多他的画作被收藏在圣路易斯艺术博物馆和芝加哥艺术博物馆。

### 西班牙美洲协会的委托

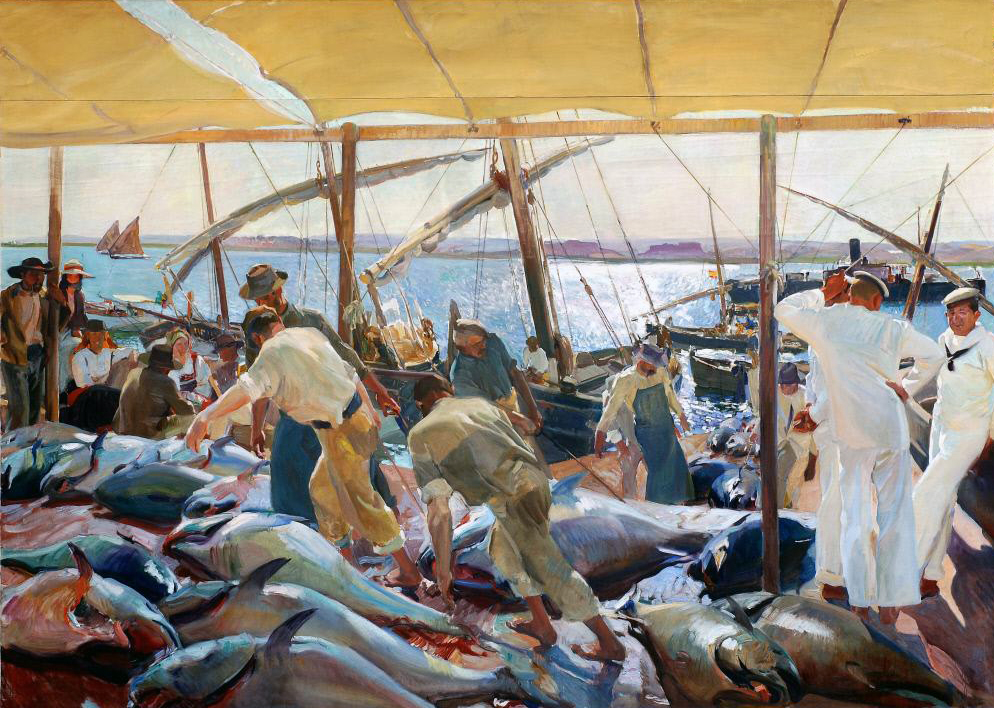
阿亚蒙特 (1919). 捕捞金枪鱼的人们。

在同年的十一月，画家接受了西班牙美洲协会的一个委托：为该会社的大厅墙面创作十四幅以西班牙风土人情为主题的装饰画。从1913年到1919的时间内，画家走遍西班牙各地，最终完成的画作高达三米，长达七十米。这组画作成为了一座不朽的西班牙文化纪念碑，它展现了西班牙各省甚至是葡萄牙某些地区的风土人情和其迷人魅力。

### 肖像画和学院派艺术

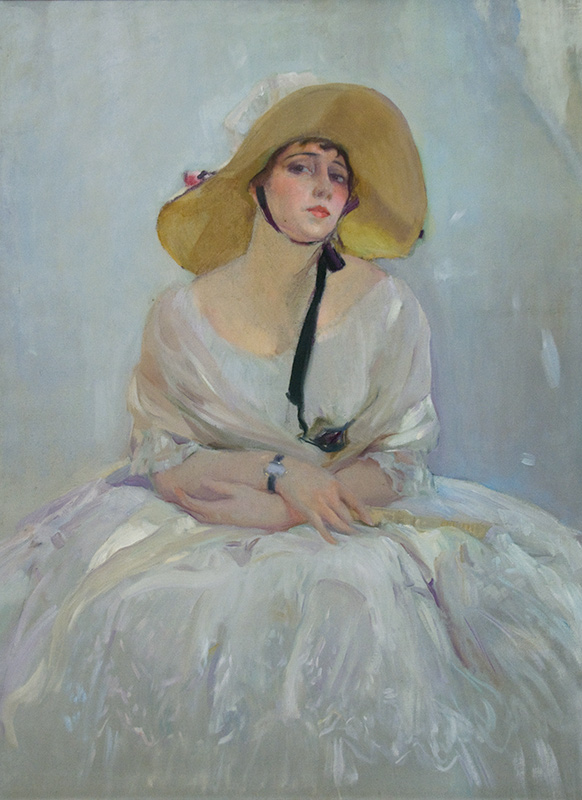
肖像 拉克梅勒,1918年。

在这些年中，画家在肖像画方面也有很大的成长。他为许多人画过肖像，包括：圣地亚哥·拉蒙-卡哈尔，贝尼托·佩雷斯·加尔多斯，安東尼奧·馬查多，他的同乡比森特·布拉斯科-伊巴涅兹, 国王阿方索八世，首相威廉·霍华德·塔夫脱。
1914年，他被授予了院士荣誉。在完成了西班牙美洲协会的委托之后，他开始在西班牙美术学院任教。1920年，当他在家中的花园作画时突发中风半身不遂，从此失去了作画的能力。三年后的8月10日，他在赛迪亚的家中去世。去世后，他的家人将他在马德里的家以及一部分他的画作无偿捐献给马德里政府，用于建设索罗拉博物馆（museo de Sorolla）。

## 主要作品

### 学习时期（1863-1886)
- 码头 ,Marina(1881)。

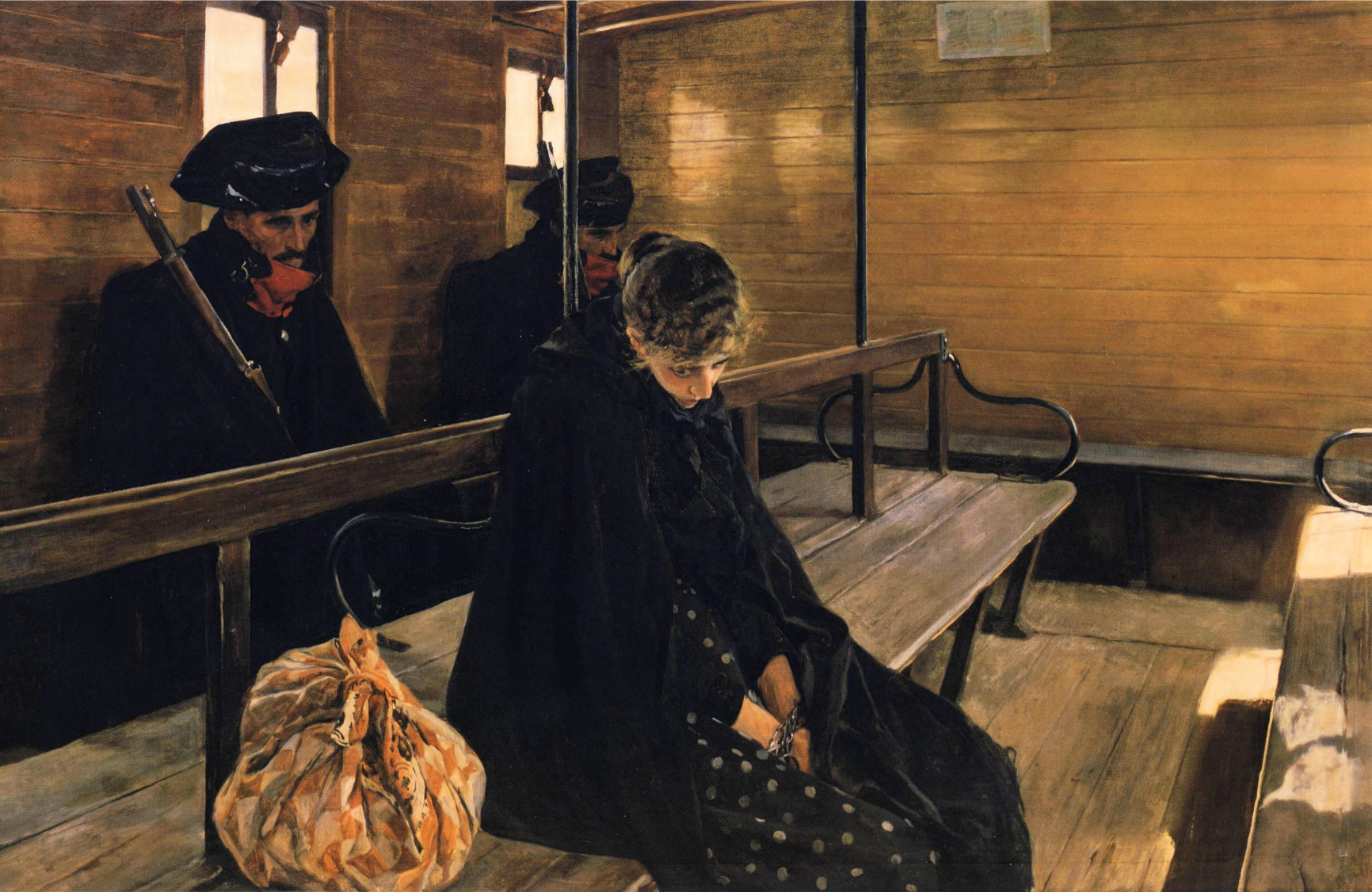
另一个玛格丽塔,Otra Margarita1892年。

- 一个老人的肖像 ,Retrato de anciano(加利福尼亚州。1880)
- 对基督的研习，Estudio de Cristo (1883年)。[3]

### 巩固阶段(1889-1899)
- 白奴贸易，Trata de blancas  (1894)
- 人们依然认为鱼是昂贵的，Aún dicen que el pescado es caro (1894)
- 贝尼托*佩雷斯*加尔多斯肖像画，Retrato de Benito Pérez Galdós (1894).
- 母亲，madre (1895).
- 一个研究Una investigación (1897).
- 可悲的遗产 ，Triste herencia (1899)

### 巅峰时期(1900年至1910年)

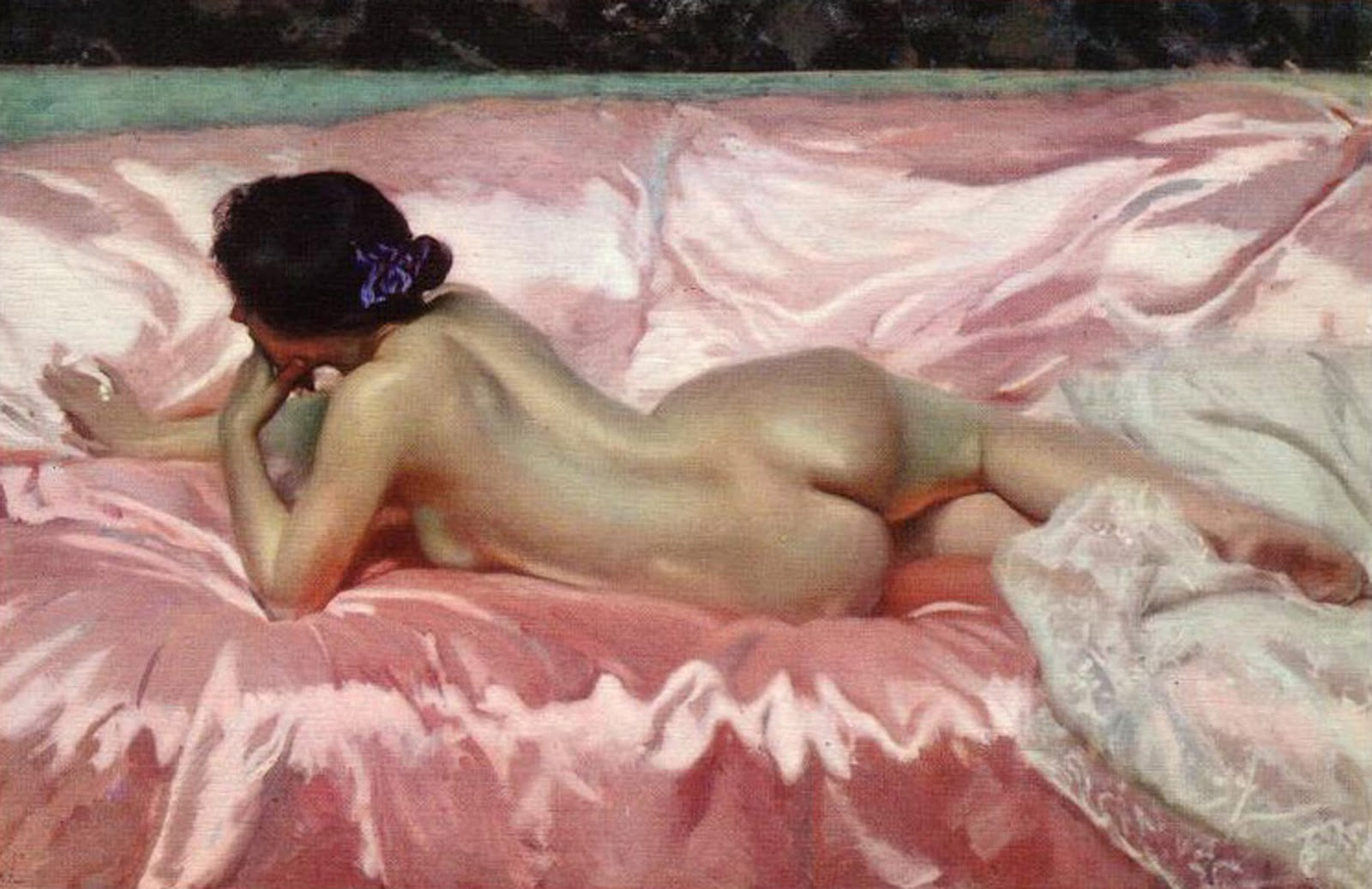
裸体的妇女 的 1902年，可能是妻子克洛蒂尔德的肖像

- 玛丽亚*菲格罗亚打扮成宫女 La niña María Figueroa vestida de menina (1901)
- 三帆 Las tres velas (1903)
- 自画像，Autorretrato (1904)
- 钓鱼者El Pescador  (1904)
- 圣地亚哥的拉蒙和卡哈的肖像Retrato de Santiago Ramón y Cajal  (1906)
- 快照、比亚里茨Instantánea, Biarritz (1906)
- 海边漫步，Paseo a orillas del mar  (1909)
- 马的海浴 ，El baño del caballo(1909)
- 海滩上的孩子们，Chicos en la playa（1910年）
- 克洛蒂尔德坐在沙发上，Clotilde sentada en un sofá  (1910年)

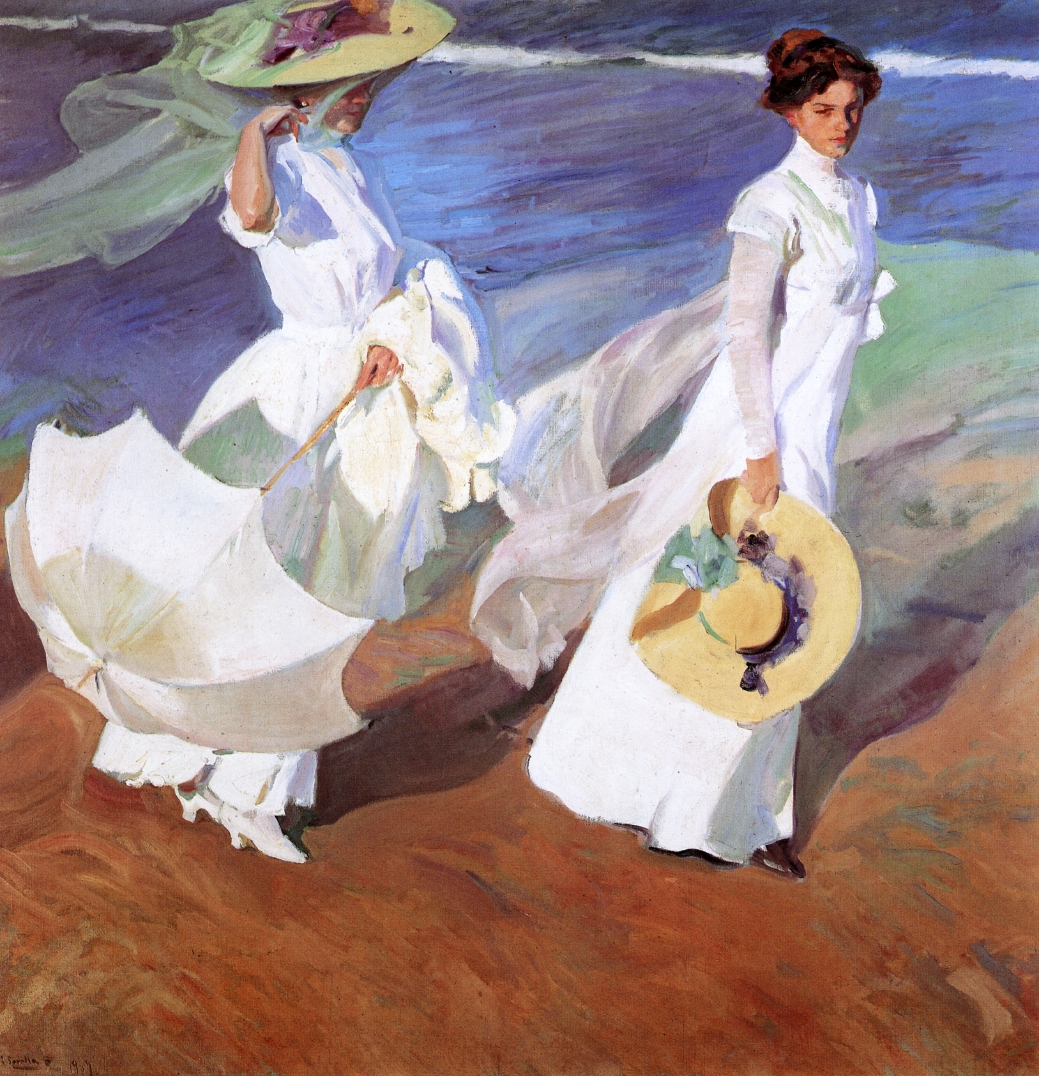
海边漫步 Paseo por la playa(1909)，藏于索罗拉博物馆。

### 最后阶段(1911-1920)
- 西班牙印象（西班牙美洲协会的委托作品）

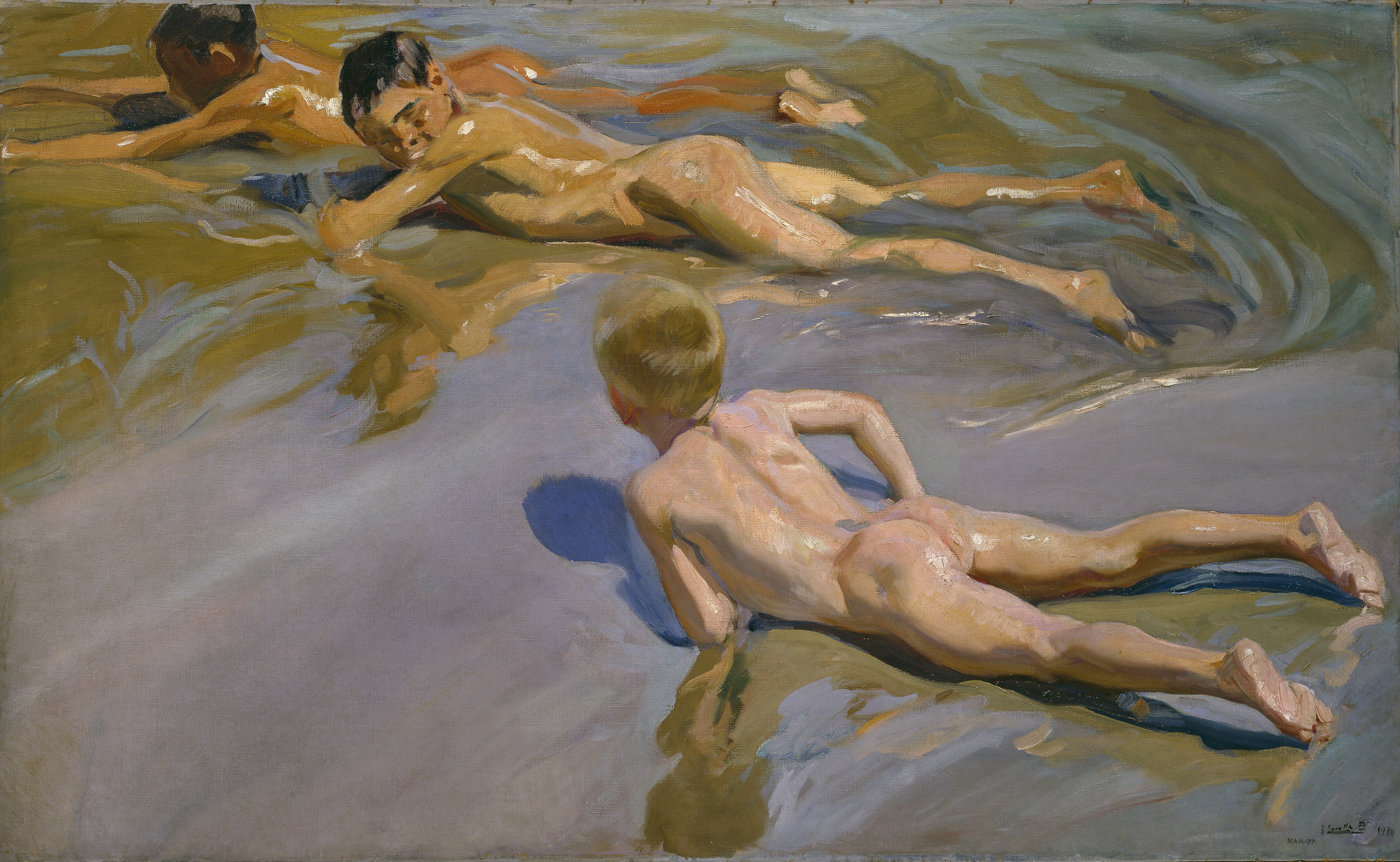
海滩上的孩子们,1910，收藏于普拉多博物馆。这张画中的地中海东部风光以及光影变表现出的印象派风格都是索罗拉的特色。

- "Castilla: la fiesta del pan" (1913)
- "Sevilla: Los nazarenos" (1914)
- "Aragón: La jota" (1914)
- "Navarra: El concejo del Roncal" (1914)
- "Guipúzcua: Los bolos" (1914)
- "Andalucía: El encierro" (1914)
- "Sevilla: el baile" (1915)
- "Sevilla: Los toreros" (1915)
- "Galicia: La romería" (1915)
- "Cataluña: El pescado" (1915)
- "Valencia: Las grupas" (1916)
- "Extremadura: El mercado'(1917)
- "Elche: El palmeral' (1918-1919)
- "Ayamonte: La pesca del atún"
- 最后阶段的其他画作
- Después del baño (1911)
- Fifth Avenue, Nueva York
- 女孩进入浴缸 Niña entrando en el baño (1915年)
- 粉色睡衣La bata rosa (1916)
- El patio de Comares, la Alhambra de Granada (1917)
- Capilla de la finca de Láchar (1917)
- Rompeolas, San Sebastián (1917-1918)
- Joaquín Sorolla y García sentado (1917)
- Patio de la casa Sorolla (1917)
- Alberca del Alcázar de Sevilla (1918)
- Jardín de la casa Sorolla (1918-1919)
- Helena en la cala de San Vicente, Mallorca (1919)
- Jardín de la casa Sorolla (1920)

## 註腳
1. ↑  .   [2017-07-16]. （原始内容存档于2017-08-09）.
2. ↑   «El edificio del museo: la casa Sorolla» （页面存档备份，存于）. Web Museo Sorolla. Consultado el 25 de octubre de 2016.
3. ↑  .   [2017-07-11]. （原始内容存档于2017-08-09）.
4. ↑  Ficha en Enciclopedia online （页面存档备份，存于） Museo del Prado.

## 文献
- Felipe Garín, Facundo Tomás. Joaquín Sorolla (1863-1923), Tf. Editores. Madrid (2006).
- José Luis Díez García, Javier Barón y otros, Joaquín Sorolla (1863-1923), Madrid, Museo del Prado, 2009.
- Museo Sorolla, selección de obras y clasificación por etapas.